# Hideyo Noguchi
Hideyo Noguchi (Inawashiro, Fukushima; 9 de noviembre de 1876 - Acra; 21 de mayo de 1928) fue un eminente bacteriólogo japonés que descubrió el agente patógeno de la neurosífilis (entonces conocida como parálisis general progresiva) en 1913. 
En 1896 obtiene su titulación de médico. En 1900 fue a Estados Unidos como asistente de investigación.

## Biografía

### Primeros años
Noguchi Hideyo nació en Inawashiro, Prefectura de Fukushima en 1876. Cuando tenía un año y medio de edad cayó en una chimenea y sufrió una lesión por quemadura en la mano izquierda. No había médico en el pequeño pueblo, pero uno de los hombres examinaron al muchacho. "Los dedos de la mano izquierda en su mayoría se han ido", dijo, "y el brazo izquierdo, el pie izquierdo y la mano derecha están quemados, pero no sabría decir hasta qué punto".
En 1883 ingresó a la escuela primaria Mitsuwa. Gracias a las generosas contribuciones de su profesor Kobayashi y los amigos de este, pudo recibir cirugía en su mano izquierda gravemente quemada. Recuperó aproximadamente el 70% de la movilidad y funcionalidad de la mano izquierda gracias a la operación.

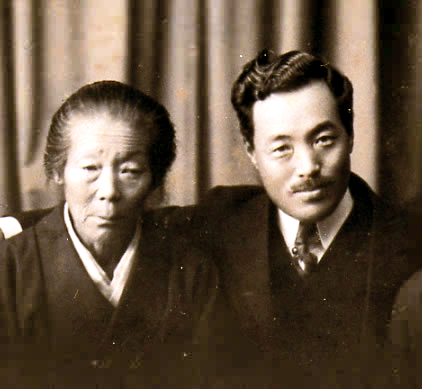
Noguchi Hideyo junto a su madre Shika.

Noguchi decidió convertirse en médico para ayudar a los necesitados. Se hizo aprendiz de Dr. Kanae Watanabe (渡 部 鼎, Kanae Watanabe), el mismo médico que había realizado la cirugía de su mano. Pasó los exámenes para ejercer la medicina en 1897, cuando tenía veinte años de edad . Mostró signos de gran talento y fue apoyado en sus estudios por el Dr. Morinosuke Chiwaki. En 1898, cambió su nombre por el de Hideyo después de leer una novela sobre un médico que tenía el mismo nombre - Seisaku - que él. El médico en la novela era inteligente como Noguchi, pero se convirtió en perezososo y arruinó su vida.

### Carrera
En 1900, Noguchi se trasladó a Estados Unidos, donde obtuvo un trabajo como asistente de investigación con el Dr. Simon Flexner en la Universidad de Pensilvania y más tarde ingresa en el Instituto Rockefeller de Investigación Médica. Prosperó en ese ambiente, en donde su trabajo se centraba en las serpientes venenosas. En parte, su viaje fue motivado por las dificultades para obtener un puesto de médico en Japón, ya que los posibles empleadores estaban preocupados por el impacto que la deformidad de su mano podría tener en sus posibles pacientes. En un ambiente de investigación, esta discapacidad no era un problema. Él y sus compañeros aprendieron de su trabajo. En este periodo, un colega asistente de investigación en el laboratorio de Flexner era el francés Alexis Carrel, quién más tarde ganaría el Premio Nobel de 1912. El trabajo de Noguchi atraería más tarde el interés  del comité del Premio. Los archivos de la fundación del Premio Nobel de esa época han sido recientemente abiertos a la inspección pública, y lo que antes era sólo una especulación ahora se ha confirmado, ya que Noguchi fue nominado en 1913, 1914, 1915, 1920, 1921, 1924, 1925, 1926 y 1927 [cita requerida]. 
Mientras trabajaba en el Instituto Rockefeller de Investigación Médica en 1913, demostró la presencia de Treponema pallidum (espiroqueta sifilítica) en el cerebro de un paciente con parálisis progresiva, demostrando que la espiroqueta era la causa de la enfermedad. El nombre del Dr. Noguchi está asociado a otra espiroqueta, la Leptospira noguchii.
En 1918, Noguchi viajó extensamente por Centro y Suramérica a la búsqueda de una vacuna contra la fiebre amarilla e investigar la fiebre amarilla, la poliomielitis y el tracoma. Llegó a la ciudad porteña de Guayaquil, el 15 de julio de 1918 como parte de la Comisión de Salubristas de la Misión Rockefeller, comandada por el doctor Michael O’Connor, para erradicar la fiebre amarilla de Guayaquil, epidemia que atacaba a la población desde el siglo XIX.
En abril de 1920 llega a Piura, Perú, para estudiar y combatir un brote epidémico de fiebre amarilla en Paita.  Permanece 3 semanas investigando, y luego va a Lima, donde se interesa en la "Enfermedad de Carrión" o "Bartonelosis humana", poco conocida  tal vez por ser una enfermedad casi exclusiva del país (con pocos casos reportados en Ecuador y Colombia).  Había controversia si la enfermedad investigada por el médico peruano Alcides Carrión, y manifestada como "fiebre de La Oroya" y "verruga peruana" eran una misma enfermedad o dos distintas. Un lustro después Hideyo Nogucchi realizó numerosas investigaciones experimentales en New York contribuyendo a resolver esta controversia. El sus colaboradores publicaron una serie de artículos sobre la "fiebre de La Oroya" y la "Verruga peruana" entre 1926 y 1929, en el Journal of Experimental Medicine. Los rigurosos estudios confirmaron que ambos síndromes eran fases de la misma enfermedad.

### Muerte
En 1928, Noguchi viaja a África para confirmar sus hallazgos. El propósito de este trabajo de campo fue probar la hipótesis de que la fiebre amarilla era causada por una bacteria espiroqueta en lugar de un virus. Mientras trabajaba en Acra, en la Costa de Oro (hoy Ghana) murió de fiebre amarilla el 21 de mayo de 1928.

## Trabajos seleccionados
- 1904: La acción del veneno de serpiente en animales de sangre fría. Washington D. C.: Carnegie Institution. [OCLC 2377892]
- 1909: Venenos de Serpiente: Una Investigación de las serpientes venenosas, con especial referencia a los fenómenos de sus venenos. Washington D. C.: Carnegie Institution. [OCLC 14796920]
- 1911: El diagnóstico de la sífilis en suero y la prueba de ácido butírico para sífilis. Filadelfia: Lippincott J. B.. [OCLC 3201239]
- 1923: Diagnóstico de laboratorio de la sífilis: Un manual para estudiantes y médicos. Nueva York: P. B. Hoeber. [OCLC 14783533]

## Reconocimientos en vida
Noguchi fue honrado con reconocimientos tanto de  japoneses como de extranjeros. Recibió grados honorarios de varias universidades.
Fue modesto en su vida pública, a menudo se refería a sí mismo con ingenuidad, como "El chistoso Noguchi", pero los que lo conocían bien decían que "se regodeaba en los honores." [cita requerida] Cuando Noguchi recibió el título honorario de doctor en Yale, William Lyon Phelps observó que los Reyes de España, Dinamarca y Suecia le habían otorgado distinciones, pero "él quizás aprecia más la gratitud de la gente que la admiración y los honores reales." 
El 22 de octubre de 1918, tuvo lugar una ceremonia en el Teatro Olmedo para honrar al individuo que descubrió el agente causante de la fiebre amarilla. Durante este evento, el Gobierno le entregó una distinción, y la Facultad de Medicina de la Universidad de Guayaquil le confirió un doctorado honoris causa. Además, se le concedió el título de coronel ad honorem. y cirujano mayor del Ejército ecuatoriano.
- Universidad Imperial de Kioto - Doctor en Medicina, 1909.[4]
- Orden de Dannebrog, 1913 (Dinamarca).[5]
- Orden de Isabel la Católica, 1913 (España).[6]
- Orden de la Estrella Polar, 1914 (Suecia).[7]
- Universidad Imperial de Tokio - Doctor en Ciencias, 1914.[7]
- Orden del Sol Naciente, categoría Rayos dorados con escarapela de 1915.[8][9]
- Premio Imperial de la Academia Imperial (Japón) - 1915.
- Universidad de Quito, 1919 - (Ecuador).[10]
- Universidad de Guayaquil, 1919 - Ecuador.
- Universidad Nacional Mayor de San Marcos, 1920 - (Perú)
- Universidad Autónoma de Yucatán (Escuela de Medicina de Mérida (Yucatán) - Doctor Honoris Causa en Medicina y Cirugía, 1920 - (México). El Centro de Investigaciones Regionales de la UADY, lleva su nombre.
- Universidad de Yale, 1921 - (EE.UU)
- Nueva York: P. B. Hoeber. [OCLC 14783533]

## Honores póstumos

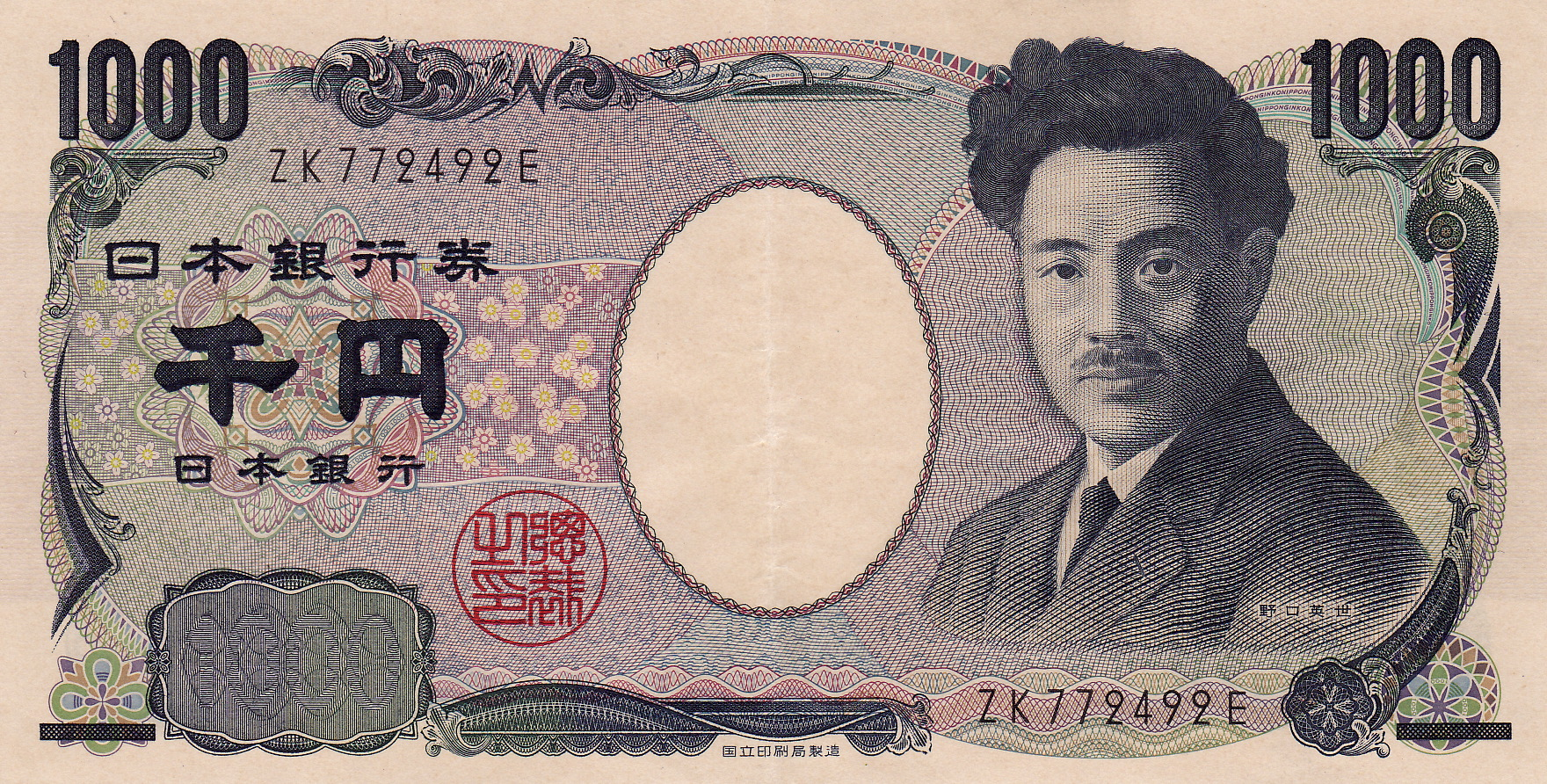
Hideyo Noguchi en el billete de 1.000 yenes

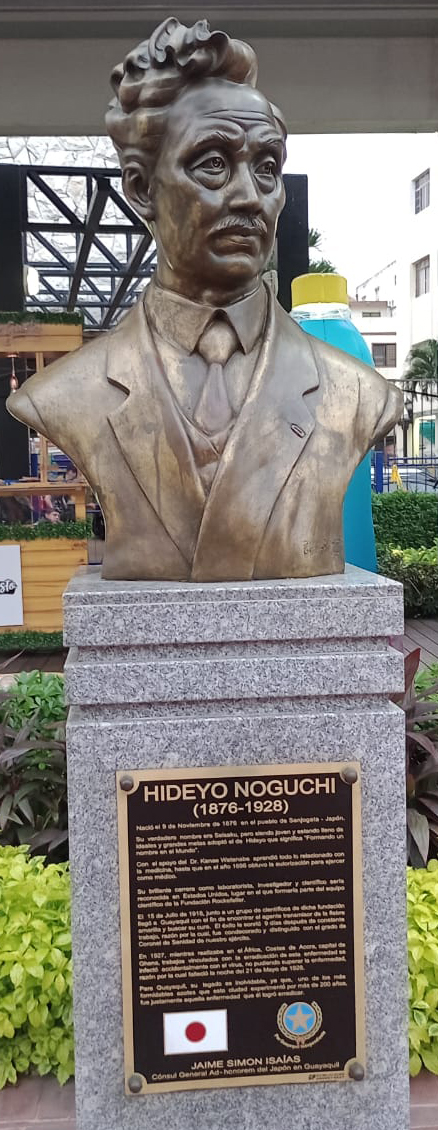
El busto del científico y médico japonés Hideyo Noguchi fue inaugurado el 22 de junio del 2018 en los exteriores del Palacio de Cristal en Guayaquil

En 1928, el gobierno japonés le concedido a Noguchi la Orden del Sol Naciente, Oro y Estrella de Plata, que representa la segunda más alta de las ocho clases asociadas con el premio.
El Instituto Noguchi Memorial de Investigación Médica (NMIMR) fue fundado con fondos donados por el gobierno japonés. El Instituto está situado en la Universidad de Ghana en Legon, un suburbio al norte de Acra. Después de su muerte, el cuerpo de Noguchi fue devuelto a los Estados Unidos, pero la propia existencia de la NMIMR es sin duda un monumento más apropiado que la modesta lápida en el cementerio de la ciudad de Woodlawn, Nueva York. El 12 de octubre de 1975 se fundó en la ciudad de Mérida, Yucatán, en México, el "Centro de Investigaciones Biomédicas Dr. Hideyo Noguchi" (C.I.B. Dr. Hideyo Noguchi) de la Universidad Autónoma de Yucatán (UADY), conmemorando el período que el Dr. Noguchi pasó en los laboratorios del Hospital O'Horán de Mérida en 1920, durante sus investigaciones sobre la fiebre amarilla, patrocinadas por el Instituto Rockefeller [20]. Ocho años después, en 1983, con la anexión del Departamento de Estudios Económicos y Sociales y el Departamento de Estudios sobre Cultura Regional, se convirtió en el Centro de Investigaciones Regionales Dr. Hideyo Noguchi de la Universidad Autónoma de Yucatán.
En Lima, Perú, se fundó en 1982 el Instituto Nacional de Salud Mental "Honorio Delgado - Hideyo Noguchi". También, en el mismo ubigeo, se inauguró el colegio privado "Hideyo Noguchi" en forma de conmmemoración.

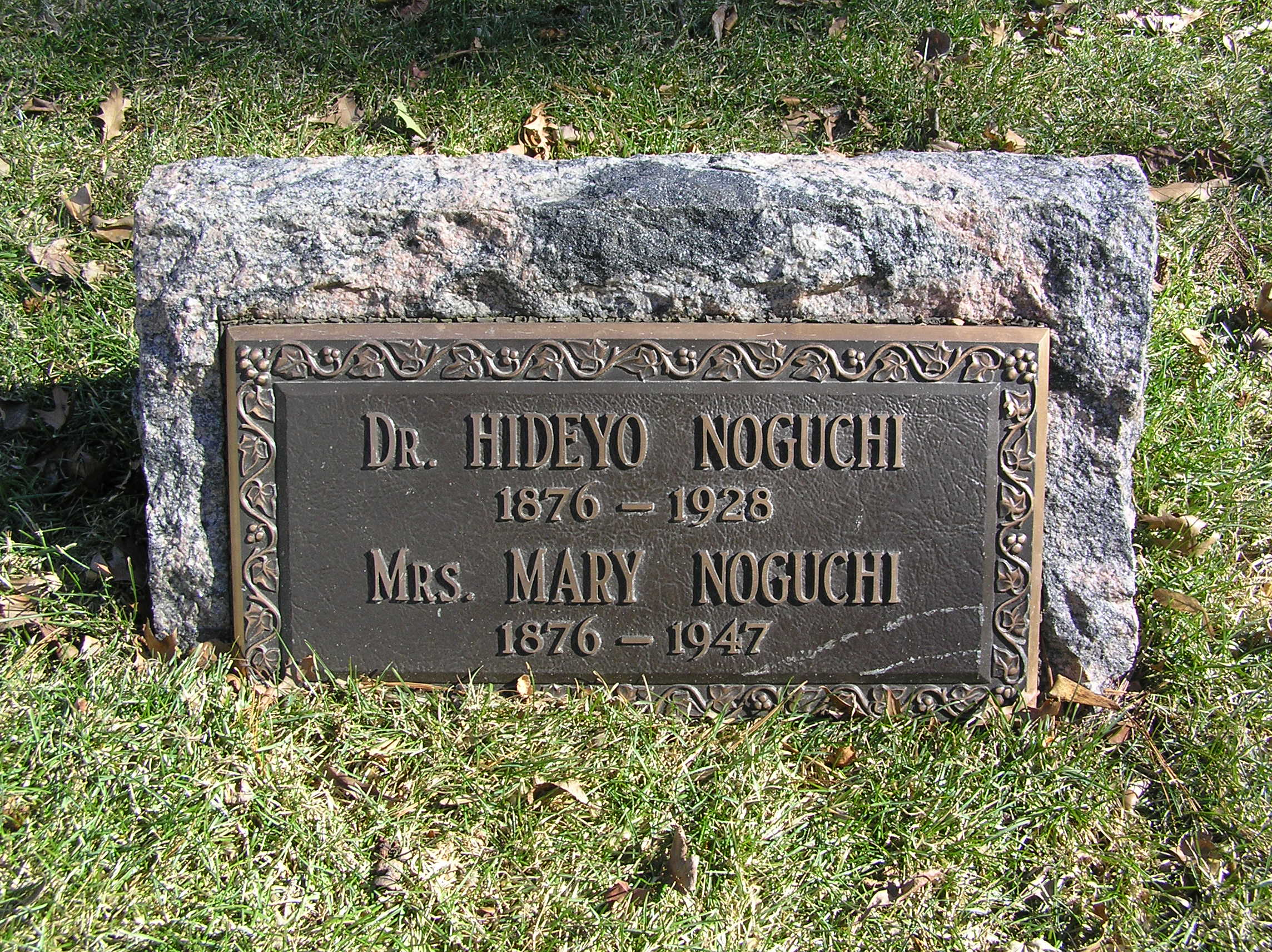
La tumba de Hideyo Noguchi en el Cementerio Woodlawn.

El retrato del Dr. Noguchi ha sido impreso en los billetes de moneda japoneses de 1000 yenes desde 2004. Además, se conserva la casa donde nació y se crio y es parte de un museo sobre su vida y sus logros. Está situada cerca de Inawashiro.
En la ciudad de Quito, capital del Ecuador, existe un parque que lleva su nombre, donde está erigida su estatua. Asimismo, en Guayaquil, la ciudad en la que el Dr. Noguchi se dedicó a dichas investigaciones, aún existe una calle denominada “Hideyo Noguchi”. 
En la ciudad de Córdoba, capital de la provincia homónima, República Argentina, también existe una calle con su nombre.

## Premio Hideyo Noguchi África
El Gobierno japonés estableció el Premio Hideyo Noguchi África en julio de 2006 como un nuevo galardón internacional de investigación médica y servicios para conmemorar la visita oficial del primer ministro Jun'ichirō Koizumi a África en mayo de 2006 y el 80 aniversario de la muerte del Dr. Noguchi.El premio se otorga a individuos con destacados logros en la lucha contra diversas enfermedades infecciosas en África o en el establecimiento de sistemas innovadores de servicios médicos. La ceremonia de presentación y las conferencias de los laureados coincidieron con la Cuarta Conferencia Internacional de Tokio sobre el Desarrollo Africano a fines de abril de 2008. En 2009, el lugar de la conferencia se trasladó de Tokio a Yokohama como otra forma de honrar al hombre después de quien se nombró el premio. En 1899, el Dr. Noguchi trabajó en la Oficina de Cuarentena del Puerto de Yokohama como médico asistente de cuarentena.